# 水口敏夫
水口 敏夫（みずぐち としお、男性）は、日本の武道家であり、空手指導者。島根県益田市出身。国際空手道連盟 極真会館水口派の館長。岡山市北区に極真会館水口派総本部道場を構える。段位は六段。金沢工業大学卒業。

## 来歴
中学生の時に和道流空手を初め、高校時代は柔道部に所属し弐段を取得する。大学進学とともに極真会館石川県支部に入門。石川県支部長の浜井識安から指導を受け、増田章らとともに本格的に空手修行をする。第12回全日本大会に初出場、ベスト16まで進む。第14回大会でブレイクし、ブラジル支部のアデミール・ダ・コスタ、日本のエース松井章圭を下して、決勝で三瓶啓二に敗れるも準優勝。 その後、第15回大会では竹山晴友に敗れて第5位。第3回世界大会では並みいる強豪を下すも、アデミール・ダ・コスタに敗れてベスト16。第16回大会では再び竹山に敗れ第3位の成績を残す。